# Chirostomias
Chirostomias is een monotypisch geslacht van straalvinnige vissen uit de familie van Stomiidae. Het geslacht is voor het eerst wetenschappelijk beschreven in 1930 door Regan & Trewavas.

## Soort
- Chirostomias pliopterus Regan & Trewavas, 1930